# Аутограм (албум)
Аутограм је шеснаести студијски албум Светлане Цеце Ражнатовић који је издат за Ceca Music 25. јуна 2016.

## О албуму
Албум је сниман током 2015. и 2016. године. Након двадесет година, са листе сарадника је овај пут изостао Александар Милић Мили, али су задржани проверени сарадници са прошлог албума Дамир Хандановић, Марина Туцаковић и Љиљана Јорговановић. Марина и Љиљана су писале текстове за све композиције, а Хандановић је компоновао шест од једанаест песама и већински је продуцент албума. Нови сарадници су: Мирко Гаврић, Бојан Васић (компоновао је три нумере), Кики Лесендрић и Биљана Спасић са по једном нумером.
Албум је стилски доста шаролик у односу на претходни, уз задржану дозу Цецине препознатљивости. Карактеристичан је по томе што је пратеће вокале певала њена ћерка Анастасија. Гости на албуму су момци из Тропико бенда са којима је снимила дует Метар одавде.
Све композиције истичу женску тематику. Тачније, доста текстова обрађује проблем превара, положаја жене, патњу и све остало што иде уз љубавне проблеме.
Албум је на сајту YouTube за нешто више од месец дана забележио гледаност од преко 100 милиона. Песма Трепни је у Бугарској постала велики хит, па је на листи топ хитова за лето 2016, заузела 5. место као једина страна песма у топ 10.
Албум је заузео 1. место на сајту YouTube у свим бившим државама Југославије (Србија, Македонија, Хрватска, Босна и Херцеговина, Словенија и Црна Гора) као и у Аустрији, Швајцарској и Шведској.
Албум је продат у тиражу од 150 000 примерака.

## Списак песама
На албуму се налазе следеће песме:
| Бр. | Назив                             | Текст                                 | Музика           | Аранжман                             | Трајање |
| --- | --------------------------------- | ------------------------------------- | ---------------- | ------------------------------------ | ------- |
| 1.  | Аутограм                          | Марина Туцаковић, Милан Радуловић     | Дамир Хандановић | Дамир Хандановић                     | 03:12   |
| 2.  | Добротворне сврхе                 | Марина Туцаковић                      | Бојан Васић      | Марко Цветковић, Бојан Васић         | 03:30   |
| 3.  | Дидуле                            | Марина Туцаковић                      | Дамир Хандановић | Дамир Хандановић                     | 03:21   |
| 4.  | Трепни                            | Марина Туцаковић                      | Бојан Васић      | Марко Цветковић, Бојан Васић         | 04:05   |
| 5.  | Метар одавде (feat. Tropico band) | Марина Туцаковић, Александар Томић    | Бојан Васић      | Марко Цветковић, Бојан Васић         | 03:31   |
| 6.  | Анђео другог реда                 | Марина Туцаковић, Љиљана Јорговановић | Дамир Хандановић | Дамир Хандановић                     | 03:09   |
| 7.  | Луда за себе                      | Марина Туцаковић                      | Зоран Лесендрић  | Зоран Лесендрић, Владимир Прерадовић | 03:01   |
| 8.  | Цигани                            | Марина Туцаковић, Љиљана Јорговановић | Дамир Хандановић | Дамир Хандановић                     | 03:25   |
| 9.  | Нетачан одговор                   | Марина Туцаковић                      | Дамир Хандановић | Дамир Хандановић                     | 03:25   |
| 10. | Јадна ти је моја моћ              | Марина Туцаковић                      | Дамир Хандановић | Дамир Хандановић                     | 03:08   |
| 11. | Невиност                          | Биљана Спасић                         | Хусеин Алијевић  | Дамир Хандановић                     | 04:19   |

## Информације о албуму
- Продуцент: Дамир Хандановић
- Програмер, електрични клавир, тарабука: Дамир Хандановић
- Хармоника: Дамир Хандановић, Енес Маврић, Срећко Митровић
- Акустична гитара: Горан Божовић, Петар Трумбеташ, Владан Вучковић
- Бас: Дамир Хандановић, Мирослав Товирац, Марко Николић
- Бубањ: Дамир Хандановић, Владимир Мигрић, Владан Поповић
- Електрична гитара: Владимир Неговановић, Зоран Лесендрић, Душан Алагић, Петар Трумбеташ
- Клавијатуре: Бојан Васић, Дамир Хандановић, Марко Цветковић, Срећко Митровић, Владимир Прерадовић
- Труба: Предраг Јовановић
- Дувачи: Милош Николић
- Фагот: Марко Којадиновић, Горан Марковић
- Бузуки: Петар Трумбеташ
- Виолина:  Сунај Ибраимовић
- Клавир: Душан Алагић
- Кларинет: Предраг Јовановић
- Пратећи вокали: Анастасија Ражнатовић, Светлана Ражнатовић, Драгана Ракчевић, Дамир Хандановић, Мирко Гаврић
- Снимано у студију "Miraco Music"
- Микс: Дамир Хандановић, Мирко Гаврић
- Фото: Милош Надаждин
- Фризура: Светлана Бубања
- Шминка: Душан Лазић
- Стајлинг: Стефан Орлић
- Дизајн: Станислав Закић

## Спотови
- Анђео другог реда
- Невиност